# Myrmecia picta
Myrmecia picta är en myrart som beskrevs av Smith 1858. Myrmecia picta ingår i släktet bulldoggsmyror, och familjen myror. Inga underarter finns listade i Catalogue of Life.